# Jeru the Damaja
Jeru the Damaja, de son vrai nom Kendrick Jeru Davis, né le 14 février 1972 à New York, est un rappeur américain. Issu du quartier d'East New York à Brooklyn, il collabore surtout durant sa carrière avec les deux membres de Gang Starr, Guru et DJ Premier, qu'il connait depuis le lycée. Davis est mieux connu pour son premier album publié en 1994, The Sun Rises in the East, cité dans la liste des 100 meilleurs albums de hip-hop par About.com.
En outre, Davis est végétarien et taoïste et se réclamait à l'époque régulièrement de l'héritage idéologique des Black Panthers ou encore de la philosophie rasta.

## Biographie
Membre émérite de la Gang Starr Foundation, Jeru commence sa carrière en 1992 sur le titre I'm the Man, morceau présent sur l'album de Gang Starr Daily Operation,. 
L'année suivante, en 1993, il publie son premier single, Come Clean, suivi par son premier album, The Sun Rises in the East le 24 mai 1994 produit par DJ Premier, qui s'impose directement comme une référence du genre, et atteint la 36e place du Billboard 200. La couverture de l'album montre les tours du World Trade Center en feu, et ce bien avant les attentats du 11 septembre 2001. Dès ce premier album, à défaut de posséder un flow techniquement exceptionnel, Jeru démontre une intelligence et des qualités d'écriture indéniables, particulièrement visibles dans le morceau éponyme où il personnifie l'ignorance, la jalousie et l'envie qui pervertissent la jeunesse[réf. nécessaire]. L'album est cité dans la liste des 100 meilleurs albums de hip-hop par About.com.
En 1996, Jeru publie son deuxième album Wrath of the Math, le 15 octobre, produit à nouveau intégralement par DJ Premier. Comme sur son premier album, Jeru dénonce les labels et artistes qui commençaient à infester le hip-hop de l'intérieur (cf. The Bullshit, One Day, Ya Playin' Yaself), toujours avec son attitude subversive et à l'aide du même style de rimes complexes qui avait fait le succès du premier disque, même si toutefois ce second effort est reconnu comme légèrement moins réussi que le premier. L'album atteint la 35e place du Billboard 200.
À la suite de cet album, Jeru se brouille avec Gang Starr et il disparaît de la scène jusqu'en 1999, avant de sortir son troisième album, Heroz4Hire. Cet album est son premier sans production de DJ Premier et également son premier sous son nouveau label, KnowSavage Records. Il contient le single 99.9 %, qui attaque directement Gang Starr. Après avoir signé sur Ashenafi Records, Jeru publie un quatrième album, Divine Design, le 23 septembre 2003. Le 16 octobre 2007, il publie un autre album intitulé Still Rising. 
En mars 2011, le Dirty Rotten Scoundrel annonce son grand retour à venir, avec en prévision des productions de Pete Rock, Juju des Beatnuts, Large Professor et donc DJ Premier, près de 15 ans après la dernière collaboration. Dans ses textes, Jeru critique le matérialisme consumériste (Da Bichez, Me or the Papes, Ya Playin' Yaself), dénonce le racisme et l'oppression (Jungle Music, Invasion) tout en s'opposant à certains stéréotypes (Not the Average). 

## Discographie
- 1994 : The Sun Rises in the East
- 1996 : Wrath of the Math
- 1999 : Heroz4Hire
- 2003 : Divine Design
- 2007 : Still Rising